# Elecciones provinciales de Columbia Británica de 1912
Las elecciones provinciales de Columbia Británica de 1912 ocurrieron el 28 de marzo de ese año, para elegir miembros de la 13.ª legislatura de la provincia canadiense de Columbia Británica. La elección resultó en otra victoria aplastante para el oficialista Partido Conservador, que, liderado por el primer ministro Richard McBride, consagró su cuarta victoria consecutiva. Los conservadores obtuvieron 39 escaños y la mayoría absoluta de los votos, incrementando ambos caudales en comparación a 1907. Sumado a un conservador independiente, McBride logró el apoyo de 40 de los 42 legisladores, es decir un 95.24 % de los escaños, un récord que permanecería hasta 2001 cuando sería superado por los Liberales de Gordon Campbell.
El Partido Liberal, liderado por Harlan Carey Brewster sufrió una derrota vergonzosa, sumando sólo 25.37 % de los votos y quedándose fuera de la legislatura. Los únicos dos miembros de oposición fueron un socialista y un socialdemócrata.

## Contexto
La elección se llevó a cabo bajo un sistema mixto. La gran mayoría de distritos electorales eligieron un legislador, usando el escrutinio mayoritario uninominal, mientras que los distritos con más de un miembro (siendo estos la ciudad de Vancouver, que eligió a 5 miembros, y la ciudad de Victoria, que eligió a 4 miembros) ocuparon el escrutinio mayoritario plurinominal, más conocido como voto en bloque. 22 escaños fueron necesarios para la mayoría absoluta.

## Resultados
|  | 59.65 % |

|  | 1.37 % |

|  | 61.02 % |

|  | 11.08 % |

|  | 0.74 % |

|  | 25.37 % |

|  | 1.79 % |

|  | 0.00 % |

|  | 0.00 % |

|  | 100.00 % |

|  | 0.00 % |